# Deta Hedman
Deta Hedman (nascida em 14 de novembro de 1959, na Jamaica) é uma jogadora de dardos inglesa que joga nos eventos da World Darts Federation (WDF).

## Biografia
Deta Hedman nasceu na Jamaica, Federação das Índias Ocidentais, em 1959. Seus pais emigraram para o Reino Unido no início dos anos 1960, deixando Deta e seus irmãos sob os cuidados de parentes na Jamaica. Ela passou a infância com sua tia em Castleton, na Jamaica, em um barraco sem água encanada ou eletricidade, indo para a escola de segunda a quinta e trabalhando na fazenda às sextas. Seus pais acabaram se estabelecendo em Witham, Essex, na Inglaterra, e, com o tempo, trouxeram seus filhos para o Reino Unido, com Deta Hedman se juntando a eles em janeiro de 1973. Ela começou a jogar dardos com seu irmão mais velho, depois de ser babá dele, e depois no pub local em Witham e em Essex. Quando ela tinha 25 anos, ela se juntou a uma super liga. Ela foi selecionada para jogar pelo condado e, em 1987, começou a jogar nos eventos da British Darts Organization.

## Carreira
Deta Hedman chegou à final do Masters Mundial Feminino pela primeira vez em 1990, perdendo para Rhian Speed. Ela derrotou a atual campeã, Mandy Solomons, para vencer o Women's World Masters, em 1994. Quando ela se aposentou dos dardos, em 1997, devido a compromissos de trabalho, ela era a número 1 do mundo feminino desde 1994.
Hedman voltou aos dardos em 2002 com a Professional Darts Corporation . Ela se classificou para o UK Open em 2004, e mais famosa em 2005, quando derrotou Aaron Turner e Norman Fletcher antes de perder para Wayne Atwood nas oitavas de final. Sua vitória sobre Turner foi a primeira vez que uma jogadora de dardos derrotou um jogador masculino em um campeonato televisionado.
Devido a compromissos de trabalho, Deta Hedman se aposentou novamente em 2007, mas voltou ao BDO em 2009. Depois de ganhar vários títulos abertos em 2009, ela se classificou para o Campeonato Mundial Feminino BDO pela primeira vez em 2010. Ela derrotou Irina Armstrong por 2 a 0 nas quartas de final, mas foi derrotada por 2 a 0 pela eventual campeã Trina Gulliver nas semifinais. Deta Hedman venceu o torneio BDO Classic de 2010 derrotando Karen Lawman por 3–2 na final.
Deta também competiu no primeiro Campeonato Mundial Feminino de Dardos PDC, em 2010, mas perdeu para Fiona Carmichael nas quartas de final.
No BDO World Darts Championship de 2011, Deta Hedman derrotou a belga Patricia De Peuter por 2 a 1 nas quartas de final, antes de ser derrotado por Rhian Edwards por 2 a 0 nas semifinais.[carece de fontes?]
A melhor corrida de Hedman no BDO World Darts Championship veio em 2012, onde ela venceu Rhian Edwards e Lorraine Farlam para chegar à final. Na final, ela jogou contra Anastasia Dobromyslova: liderou por um set e lançou para o campeonato, mas foi quebrada e acabou perdendo por 2–1. Ocorreu de novo em 2016, onde ela perdeu na final para Trina Gulliver.[carece de fontes?]
Apesar de ser classificada como a número 1 no Campeonato Mundial de Dardos BDO de 2013, Deta Hedman foi eliminada na primeira rodada por 0–2 por Lisa Ashton. Na temporada seguinte, Deta ganhou 14 títulos e mais uma vez chegou à final mundial, mas perdeu mais uma vez desta vez por 2–0 em sets e 2–1 nas pernas, tendo mais uma vez disputado o título. Deta acabou perdendo o 3-2 final para Lisa Ashton, apesar de ter uma porcentagem de checkout acima de 75%.
Deta Hedman chegou à final do Campeonato Mundial de Dardos BDO em 2016, mas foi derrotada por Trina Gulliver, que conquistou seu 10º título.

### PDC
Ela competiu por um tour card no Q-School 2020, mas não conseguiu ganhar um tour card. Em outubro de 2020, o PDC realizou a Série Feminina inaugural, um conjunto de 4 eventos com 2 vagas de qualificação para o Campeonato Mundial de Dardos PDC 2021. Ela empatou com Fallon Sherrock na Ordem de Mérito, no entanto Deta venceu Sherrock por 85–83 nas pernas vencidas, o que significa que Deta Hedman fez sua estreia no Campeonato Mundial de Dardos PDC de 2021. Ela perdeu por 3-1 para Andy Boulton.[carece de fontes?]

## Prêmios
Deta Hedman foi indicada pela BBC como uma das 100 mulheres mais inspiradoras do mundo, em 2020.

## Resultados do campeonato mundial

### PDC
- 2010 (feminino): Quartas de final (perdeu para Fiona Carmichael por 2–4).
- 2021: Primeira rodada (perdeu para Andy Boulton 1–3).

### BDO/WDF
- 2010: Semi-finals (lost to Trina Gulliver 0–2)
- 2011: Semi-finals (lost to Rhian Edwards 0–2)
- 2012: Runner-up (lost to Anastasia Dobromyslova 1–3)
- 2013: Quarter-finals (lost to Lisa Ashton 0–2)
- 2014: Runner-up (lost to Lisa Ashton 2–3)
- 2015: First round (lost to Lisa Ashton 1–2)
- 2016: Runner-up (lost to Trina Gulliver 2–3)
- 2017: First round (lost to Casey Gallagher 1–2)
- 2018: Semi-finals (lost to Lisa Ashton 0–2)
- 2019: First round (lost to Maria O'Brien 0–2)
- 2020: First round (lost to Laura Turner 0–2)
- 2022: Second round (lost to Tori Kewish 0-2)

### WSDT
- 2022: Primeira Rodada (perdeu para Peter Manley 1–3)

## Vida pessoal
O irmão de Deta Hedman, Rudi, era um jogador de futebol profissional que jogava no Colchester United e no Crystal Palace. Seu outro irmão, Al, era jogador profissional de dardos e ex-campeão do BDO British Open, em 1995.